# Gabelle
Der Begriff Gabelle oder Gabella (vom mittelalterlich-lateinischen gabulum: Abgabe, Zins) wurde in Frankreich ursprünglich für Steuern auf jegliche Art von Waren verwendet. Als gabella emigrationis war sie ein Abfahrtsgeld, das früher von einem Auswanderer für das mitgenommene Vermögen zu entrichten war. Die gabella hereditatis war die Steuer, die für eine ins Ausland gehende Erbschaft oder Schenkung zu entrichten war. 

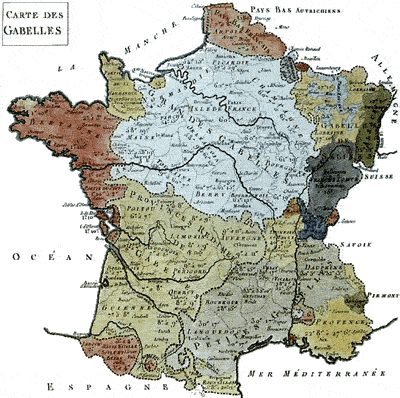
Die Karte zeigt die einzelnen Regionen Frankreichs mit den unterschiedlichen Abgabehöhen für die Salzsteuer, gabelle.

Die Gabelle beschränkte sich aber allmählich auf eine Salzsteuer. Im Laufe der Zeit wurde die Salzsteuer eine der meistgehassten und am wenigsten gleich verteilten Steuern im Land. Obwohl alle Reformanhänger sie missbilligten, wurde sie erst am 21. März 1790 durch ein Dekret der Assemblée Constituante abgeschafft. 
Zuerst während der Herrschaft Philipps IV. im Jahr 1286 als Notbehelf erhoben, wurde sie von Karl V. zu einer dauerhaften Steuer gemacht. Die Regierung verpflichtete jede Einzelperson über acht Jahren, wöchentlich eine Minimalmenge an Salz zu einem festgesetzten Preis zu kaufen; die Steuer wirkte also als Staatsmonopol. Als die gabelle erstmals eingeführt wurde, wurde sie allen Provinzen Frankreichs einheitlich auferlegt, aber für den längeren Teil ihrer Geschichte variierte sie in verschiedenen Provinzen, die man in fünf Gruppen klassifizieren kann:
1. Die Pays de grandes gabelles mit der höchsten Steuer (hellblauer Bezirk auf der Karte). Normandie, Champagne, Picardie, Île-de-France, Maine, Anjou, Touraine, Orléanais, Berry, Bourgogne, Bourbonnais.
2. Die Pays de petites gabelles, in denen die Steuer die Hälfte der vorherigen betrug (grauer Bezirk). Dauphiné, Vivarais, Gévaudan, Rouergue, Provence, Languedoc.
3. Die Pays de salines, in denen die Steuer auf das Salz aus den Salzmarschen erhoben wurde (olivgrüner Bezirk). Lorraine, Elsass, Franche-Comté, Lyonnais, Dombes, Roussillon.
4. Die Pays redimés, die 1549 eine Befreiung von der Steuer erwarben (grüner Bezirk). Poitou, Limousin, Auvergne, Saintonge, Angoumois, Périgord, Quercy, Bordelais, Guyenne.
5. Die Pays exempts, die eine Ausnahme von der Steuer verlangten, als sie mit dem Königreich Frankreich zusammengeschlossen wurden.

Die Produzenten mussten ihr Salz an die Greniers à sel (Salzkammern seit 1342) liefern, die in jeder Provinz eingerichtet waren; bei Nichtbeachtung drohte Konfiszierung. Die Salzkammer setzte den Preis fest, den sie für das Salz bezahlte, und verkaufte es dann zu einem höheren Kurs an die Einzelhändler.